# ゼニヤッタ・モンダッタ
『ゼニヤッタ・モンダッタ』（Zenyatta Mondatta）は、1980年にリリースされたポリスのアルバム。タイトルは造語で、その由来には諸説ある。
ツアーが先にスケジュールされていたため、非常にタイトな期間で録音された。
ポリスにとって3作目のスタジオアルバムであり「高校教師」や「ドゥドゥドゥ・デ・ダダダ」がシングルカットされ大ヒットした。

## 収録曲
表記の無い物はスティングの作曲
1. 高校教師 - Don't Stand So Close to Me – 4:04
2. 世界は悲しすぎる - Driven to Tears – 3:20
3. 君がなすべきこと - When the World Is Running Down, You Make the Best of What's Still Around – 3:38
4. カナリアの悲劇 - Canary in a Coalmine – 2:26
5. 果てなき妄想 - Voices Inside My Head – 3:53
6. ボムズ・アウェイ - Bombs Away（Copeland） – 3:09
7. ドゥドゥドゥ・デ・ダダダ - De Do Do Do, De Da Da Da – 4:09
8. ビハインド・マイ・キャメル - Behind My Camel（Summers） – 2:54
9. スーツケースの流れ者 - Man in a Suitcase – 2:19
10. シャドウズ・イン・ザ・レイン - Shadows in the Rain – 5:02
11. もう一つの終止符 - The Other Way of Stopping（Copeland） – 3:22

## 日本国内版
2005年に日本で発売されたリマスター版と紙ジャケット版はエンハンスドCDとしてリリースされ、エンハンスド領域には「高校教師」のビデオが収録されている（UICY-6577）。

## 特記すべき曲
高校教師（Don't Stand So Close to Me）
スティングが高校の教育実習生だった体験を基にして製作された曲。1986年にポリスが活動を再開した際、アルバムを1枚出す予定であったが、製作途中にスチュワート・コープランドが落馬。足を骨折したため頓挫し、この曲のリミックス版である『高校教師'86』1曲だけがシングルとしてリリースされた。ここでのドラムは、コープランドによる打ち込み。
世界は悲しすぎる（Driven to Tears）
スティングが貧困問題をテーマに製作した曲。
ビハインド・マイ・キャメル（Behind My Camel）
アンディ・サマーズ作のインストゥルメンタル。スティングがこの曲を嫌い、演奏に参加しなかったためアンディがベースもプレイしている。そればかりかこの曲が入ったテープをスティングがスタジオ裏の庭に埋めた。アンディはそれを掘り起こして無事アルバムに収録され、結果的にこの曲でアンディはグラミー賞を受賞した。
ボムズ・アウェイ（Bombs Away）
コープランドがソビエトのアフガニスタン侵攻をテーマに製作した曲。

## 参加ミュージシャン
- スティング - ボーカル、ベース（#8以外）
- アンディ・サマーズ - ギター、バッキング・ボーカル、ベース（#8のみ）
- スチュワート・コープランド - ドラム、バッキング・ボーカル